# 玛丽安娜·贝纳维德斯
玛丽安娜·德洛斯安赫莱斯·贝纳维德斯·阿格达斯（西班牙語：Mariana de los Ángeles Benavides Arguedas；1994年12月26日—），哥斯达黎加女子足球运动员，司职后卫，目前效力于埃雷迪亚诺体育俱乐部和哥斯达黎加国家女子足球队。她曾代表哥斯达黎加参加2022年中北美洲及加勒比海女子足球锦标赛和2023年国际足联女子世界杯等多场国际赛事。